# Vijay Stambha
Vijay Stambha (hindi: विजय स्तम्भ) ou « Tour de la Victoire » est une imposante construction érigée dans la forteresse de Chittorgarh au Rajasthan, en Inde.
Elle a été construite par le Maharana Kumbha entre 1442 et 1449 pour commémorer sa victoire sur les armées alliées du Malwa et du Gujarat, commandées par le sultan Mahmoud Khilji .
Dédiée à Vishnou, cette tour qui se dresse sur un piédestal de 10 mètres de haut est décorée à la façon d'une colonne de temple. Sa structure de plan carré se développe sur une hauteur de 9 étages, percée d'ouvertures et des balcons, orientés aux quatre coins cardinaux suivant la tradition mongole. Les 157 marches de l'escalier intérieur mènent à la terrasse en traversant alternativement les salles centrales et la galerie extérieure. Sa structure de grès rouge est plaquée de marbre blanc, ornée de nombreuses représentations de dieux et déesses hindous, d'allégories des saisons, d'armes, et des instruments de musique, un véritable livre d'inventaire de la statuaire et de l'iconographie hindoue.
Sur les dalles  du dernier étage est inscrit la généalogie des souverains de Chittaur de Hamir à Rana Kumbha. 
Les portraits de l'architecte de cette tour, Jaita, et de ses trois fils : Napa, Puja et Poma sont sculptés au cinquième étage de la tour.
Au pied de la tour, l'esplanade accessible par deux portes monumentales servait à la crémation des souverains et de leurs épouses.
C'est en ce lieu que fut pratiqué le Jauhar, sacrifice collectif des femmes de la citadelle lors de la prise de la ville par les Moghols en 1534. La cité qui s'étendait au sud de la tour fut alors rasée. Seul le temple de Samiddeshwara a été relevé.

## Galeries

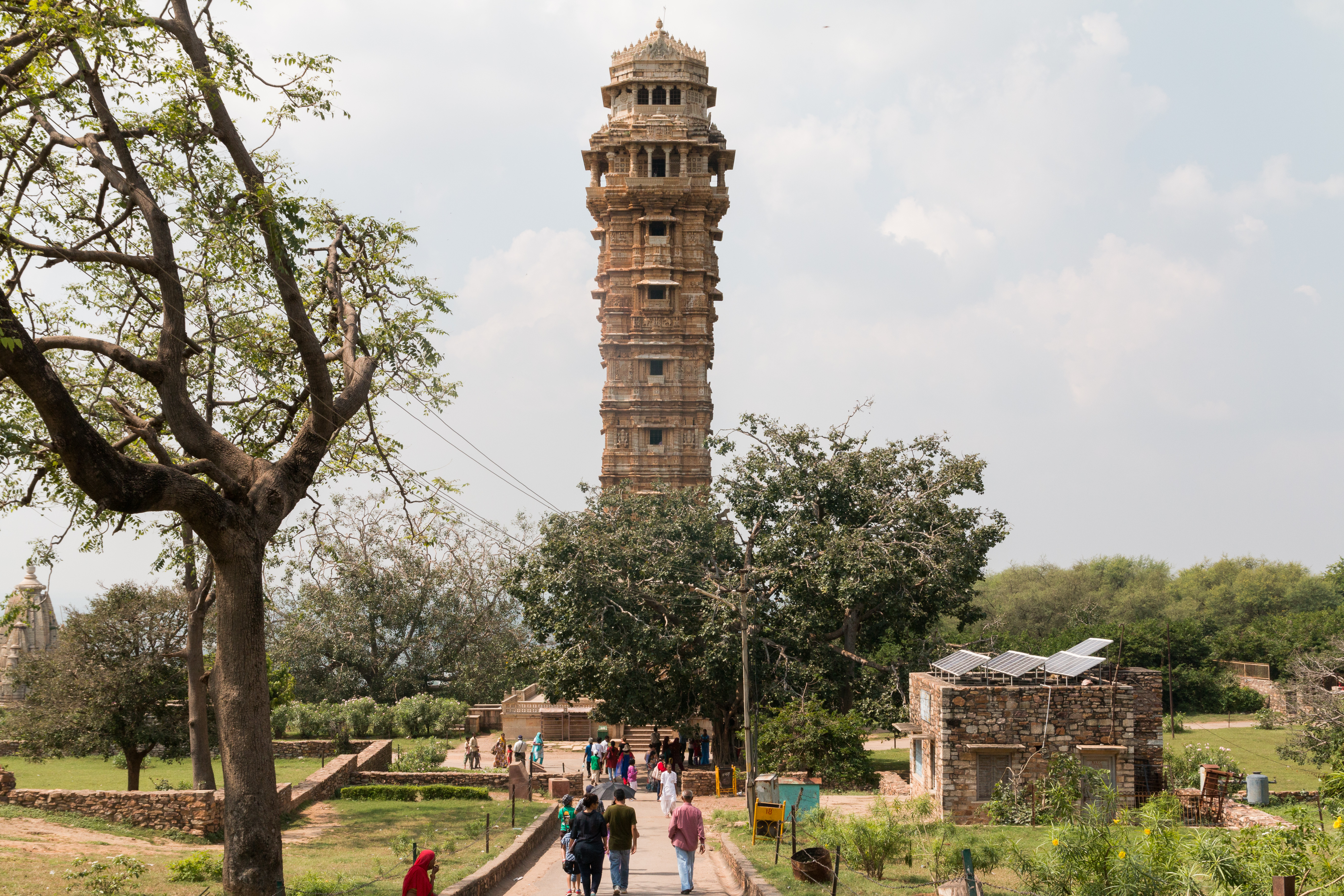
Vue de la porte Est.
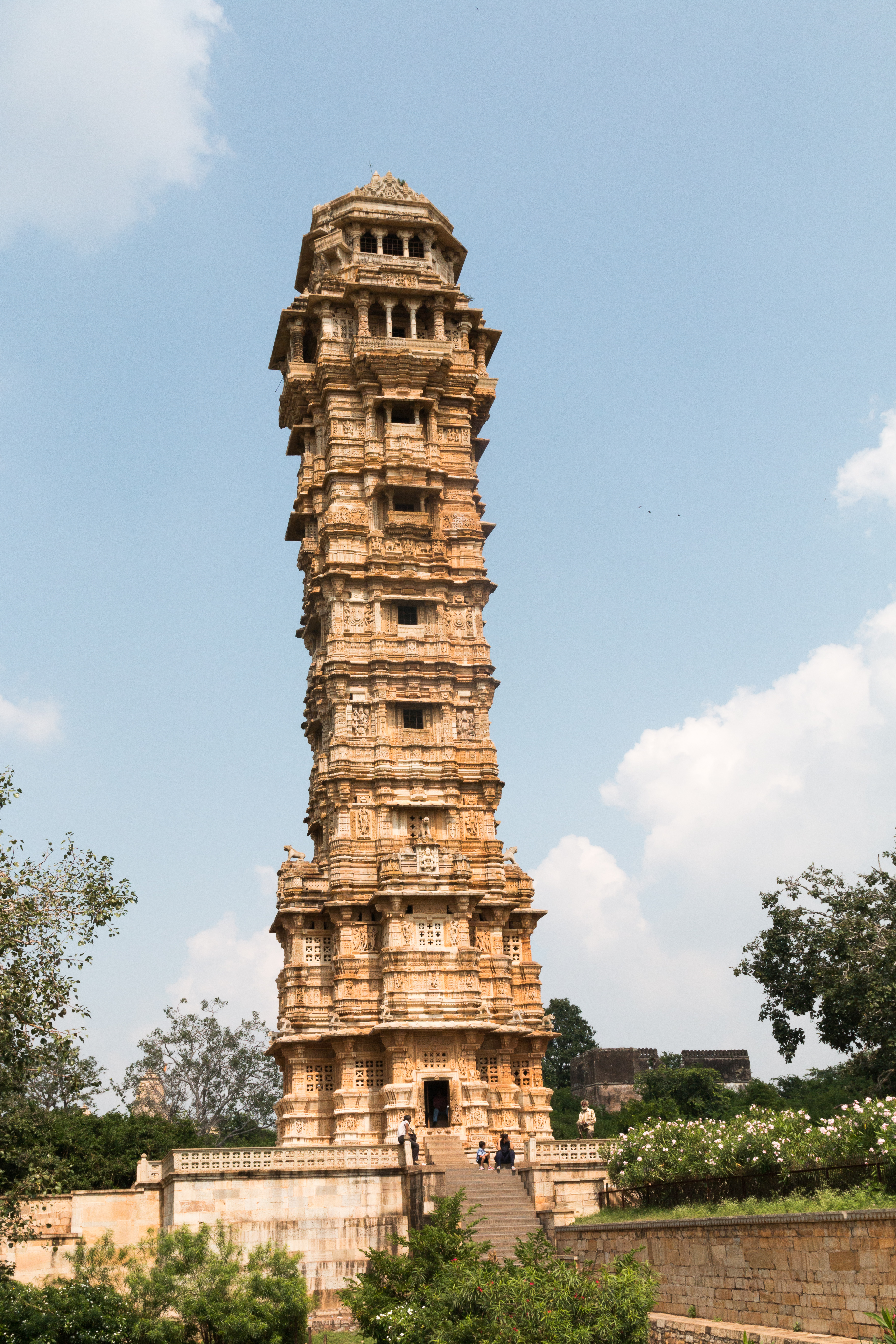
Vu de l'allée Sud.
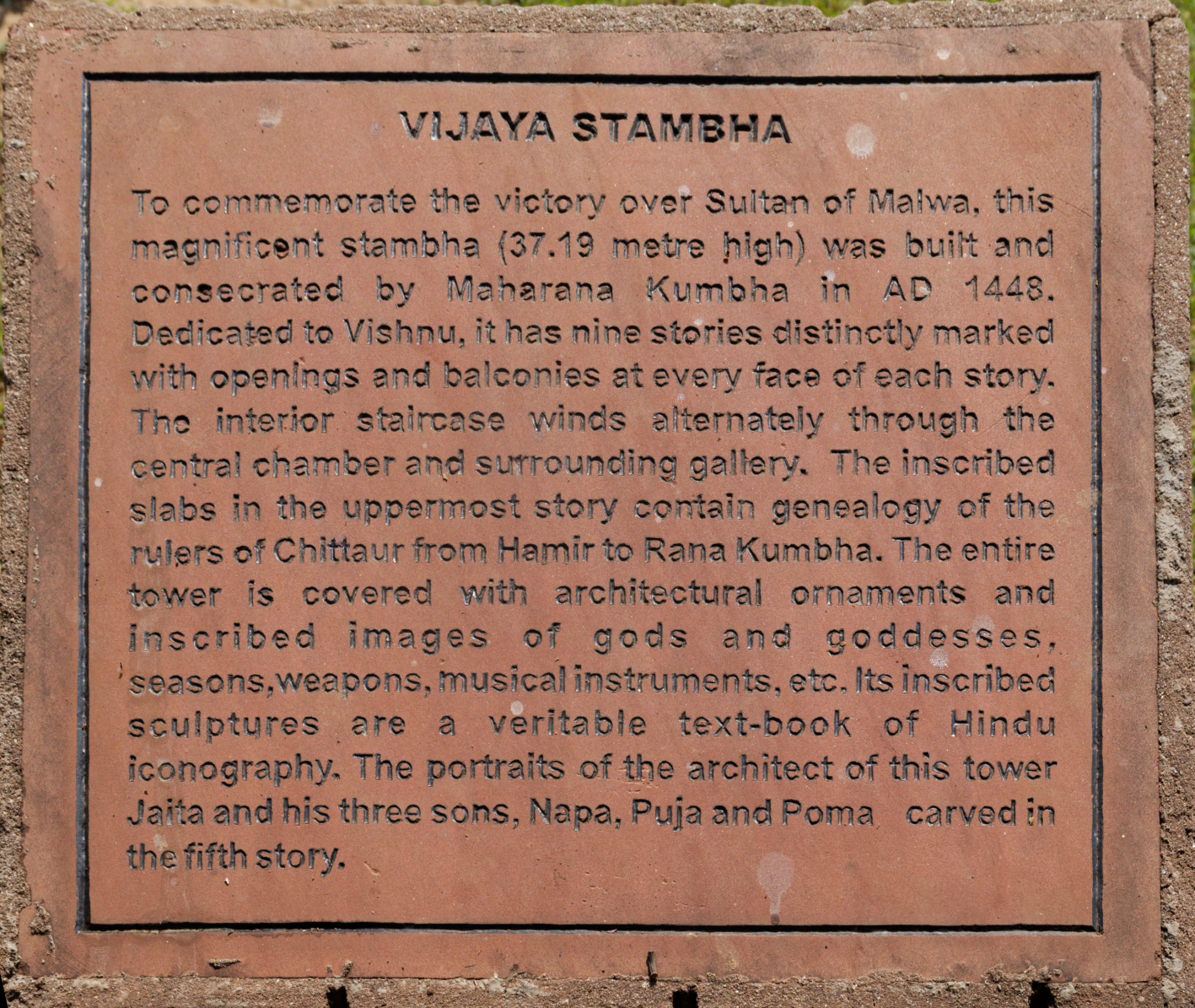
Archeological Indian survey.